# Ernesto Samper
Pour les articles homonymes, voir Samper.
Ernesto Samper Pizano, né le 3 août 1950 à Bogota, est un avocat, économiste et homme d'État colombien. Il est président de la République de 1994 à 1998, puis secrétaire général de l'Union des nations sud-américaines (Unasur) de 2014 à 2017.

## Biographie
Fils d'Andrés Samper Gnecco et d'Helena Pizano Pardo, il obtient son baccalauréat au lycée Gimnasio Moderno, puis un diplôme en droit et économie de l'université pontificale Javeriana.
Le 3 mars 1989, il est grièvement blessé durant un attentat contre José Antequera, le dirigeant de l'Union patriotique, qui meurt à ses côtés. Ils sont attaqués dans l'aéroport international El Dorado de Bogota par des tueurs à gage à la solde des narcotrafiquants ; son garde du corps réagit immédiatement en tuant l'assaillant. Bien qu'ayant reçu cinq balles, Ernesto Samper survit.
Candidat du Parti libéral, il est élu président de la République le 19 juin 1994 et entre en fonction le 7 août suivant pour un mandat de quatre ans. Sa présidence est marquée par le Proceso 8.000, qui met en évidence les liens entre les narcotrafiquants et la classe politique colombienne, et par des relations difficiles avec les États-Unis, qui retirent à Ernesto Samper son visa touristique. 
En juin 1995, un coup d’État militaire aurait été envisagé contre lui. Plusieurs mois après la mort du trafiquant de drogue Pablo Escobar, des « narco-cassettes » révèlent que le président a reçu de la part du cofondateur du cartel de Cali, Miguel Rodriguez Orejuela, 3,5 millions de dollars pour financer sa campagne électorale. Pendant une partie de sa présidence, du 7 août 1994 au 2 août 1995, son ministre de la défense était Fernando Botero Zea, également impliqué dans ce scandale.
Il crée en décembre 1997 une unité spéciale chargée de capturer les chefs des Autodéfenses unies de Colombie (AUC). Cette décision semble constituer une rupture avec l'attitude des gouvernements précédents, qui avaient généralement toléré, voire encouragé, les agissements des groupes paramilitaires. Cette unité n'enregistra cependant aucun succès. Le jésuite Javier Giraldo souligne que « les groupes de recherche ont non seulement appris à arriver sur les lieux des crimes quand ceux-ci étaient déjà consommés et les criminels en lieu sûr, mais également à désigner des délinquants comme paramilitaires ».
Après son départ de la présidence, il s'oppose à la mise à disposition de l'armée américaine de sept bases militaires colombiennes.
En août 2014, il est élu secrétaire général de l'Union des nations sud-américaines (Unasur), fonction qu'il exerce jusqu'au 31 janvier 2017.
Il déclare, dans un entretien donné en 2018, regretter que le Parti libéral soit devenu un parti de droite et propose de refonder le parti sur une base social-démocrate.

## Droit humanitaire
Lors de son discours du 16 février 1996 à l'occasion de l'entrée en vigueur en Colombie du protocole II additionnel aux conventions de Genève, Ernesto Samper annonce « la création d'une Commission nationale pour l'application du droit humanitaire et la mise en place d'un ambitieux programme de diffusion du droit international humanitaire dans cent municipalités dans le cadre du Bureau du Haut Commissariat pour la Paix ».

## Culture populaire
Dans la troisième saison de la série Narcos (Netflix, 2017), épisode 4, l'acteur interprète est Tristán Ulloa. Le président intervient en public comme intraitable à l'encontre du cartel de Cali. Son rôle de convaincu de corruption dépeint son personnage comme ayant intérêt à perturber le déroulement des investigations des enquêteurs dans leur traque du cartel.